# Gymnoleon isopterus
Gymnoleon isopterus är en insektsart som beskrevs av Navás 1913. Gymnoleon isopterus ingår i släktet Gymnoleon och familjen myrlejonsländor. Inga underarter finns listade i Catalogue of Life.